# Ambassade du Brésil en Espagne
L' ambassade du Brésil à Madrid est la principale mission diplomatique brésilienne en Espagne. Elle est située 6 Rue Fernando El Santo. En plus de l'ambassade, le gouvernement brésilien a deux consulats généraux dans le pays: à Madrid et à Barcelone.   

## Histoire et caractéristiques
Le bâtiment où se trouve l'ambassade appartient au Brésil depuis 1944. La plupart des meubles et des éléments décoratifs qui se trouvaient dans le bâtiment ont également été achetés et ornent encore l'ambassade aujourd'hui.
Le palais, qui était la demeure de Don Joaquín Sánchez de Toca a été conçu par l'architecte a été Arturo Calvo Tomelén en 1880. Le bâtiment se composait de trois étages et d'un demi sous-sol. Au rez-de-chaussée, se trouvaient les chambres privées de la famille, reliées au jardin arrière. Au premier étage se trouvaient les salons et les bureaux et au dernier étage, les chambres des domestiques. Le sous-sol était utilisé pour les cuisines et les pièces de service.
La façade présente la traditionnelle bichromie de fines briques rouges et de détails décoratifs en pierre artificielle blanche. Elle est parfaitement symétrique et possède deux portes d'entrée sur les côtés, celle de droite avec un hall d'entrée et un portail néo-baroque. À l'intérieur, l'escalier de forme ovale a une nette influence française.
L'intérieur du palais (notamment l'escalier) a été rénové par Joaquín Saldaña entre 1910 y 1912.

## Voir également
- Missions diplomatiques du Brésil
- Catégorie: Ambassadeurs du Brésil en Espagne

### Autres articles
- Bâtiment de l'École Normale de Pontevedra